# Irving
För andra betydelser, se Irving (olika betydelser).
Irving är ett namn som främst användes i början av 1900-talet till ungefär 1950. Namnet Irving har sitt ursprung i tre olika länder bland annat Skottland. Irving betyder "green water" och "wild boar" på keltiska. Namnet har också sitt ursprung i England där vanliga namn var Erwyn, Everwyn och Irwyn. I den gamla engelskan betydde Irving också "vän". Slutligen kan namnet ha haft sitt ursprung i Irland där det betydde "descendant of Eireamhón". Man vet dock inte vad som menas med Eireamhón idag. 

## Personer

### Efternamn
- David Irving (född 1938), brittisk förintelseförnekare
- Dorothy Irving (1927–2018), brittisk-svensk sångerska och sångpedagog
- Henry Irving (1838–1905), brittisk skådespelare
- John Irving (född 1942), amerikansk författare
- Tony Irving (född 1966), brittisk-svensk professionell sportdansare och internationell dansdomare
- Washington Irving (1783–1859), amerikansk författare

### Förnamn
- Irving Berlin, amerikansk kompositör och sångskrivare
- Irving David Rubin, tidigare ledare för Jewish Defense League